# Tweekleurige rietkever
De tweekleurige rietkever (Donacia bicolora) is een keversoort uit de familie bladkevers (Chrysomelidae). De wetenschappelijke naam van de soort werd in 1788 gepubliceerd door Zschach.